# Encephalartos cupidus
Encephalartos cupidus — вид голонасінних рослин класу саговникоподібні (Cycadopsida).
Етимологія: лат. cupidus — «бажаний», з разючою формою рослин, що думки автора, зробило вид бажаним для колекціонерів.

## Опис
Рослини мають підземний стовбур 0,15 м у висоту, 15 см діаметром. Листки довжиною 100 см, сині або срібні, тьмяні, хребет синій; черешок прямі, з 1–6 шипами. Листові фрагменти ланцетні, одноколірні; середні — 10–15 см завдовжки, 10–12 мм завширшки. Пилкові шишки довжиною 1–3, яйцеподібні, зелені, 18–20 см, 5–8 см діаметром. Насіннєві шишки довгі 1–2, яйцеподібні, зелені, 18–20 см, 12–14 см діаметром. Насіння яйцеподібне, 20–25 мм, шириною 15–20 мм, саркотеста помаранчева або жовта.

## Поширення, екологія
Країни поширення: ПАР (провінція Лімпопо - регіонально вимер, Мпумаланга). Записаний від 700 до 1500 м над рівнем моря. Росте на відкритих трав'янистих площах на крутих до крутих скелястих схилах або скелях. Рослини також іноді зустрічаються уздовж фільтраційних районів, що межують з галерейним лісом, а також в сухому лісі.

## Загрози та охорона
Рослини використовуються в традиційній практиці лікування. Цей вид сильно постраждала в результаті надмірного збору для декоративних цілей. Посухи і пожежі також є причиною високої смертності серед сіянців. Більшість із решти рослин знаходяться в межах англ. Blyderivierspoort Nature Reserve. 